# 伊馬紐爾·盧森提
伊馬紐爾·盧森提（1984年11月23日—）是一名阿根廷柔道運動員，曾代表國家參加2012年倫敦奧運的男子73公斤級柔道比賽，並未獲得獎牌。他的哥哥同樣是一名柔道選手。